# 오바촌 (효고현)
오바촌(大庭村)은 일본 효고현 미카타군에 설치되었던 촌이다. 현재의 신온센정 중심부의 남동부 일대에 해당한다.